# Mário Quintana
Mário de Miranda Quintana (Alegrete, 30 luglio 1906 – Porto Alegre, 5 maggio 1994) è stato un poeta e scrittore brasiliano.

## Biografia
Mário de Miranda Quintana è il poeta delle piccole cose. Scrive poesie perché «...ne sente il bisogno...» secondo le sue stesse parole.
Inizia la carriera nel 1928, entrando al giornale O Estado do Rio Grande. Dopo avere partecipato alla Rivoluzione del 1930, si trasferisce a Rio de Janeiro. Nel 1936 torna nel Rio Grande do Sul, a Porto Alegre, e lavora con E. Verissimo alla Livraria do Globo.
Ha tradotto Charles Morgan, Rosamond Lehman, Lin Yutang, Marcel Proust, Voltaire, Virginia Woolf, Giovanni Papini, Guy de Maupassant. Nelle sue opere c'è sempre un certo pessimismo e un grande affetto per un mondo che, dice, gli è «...contro..»
Mario Quintana è morto a Porto Alegre il 5 maggio 1994, poco prima di compiere 88 anni.

### Mário Quintana narrato da Mário Quintana

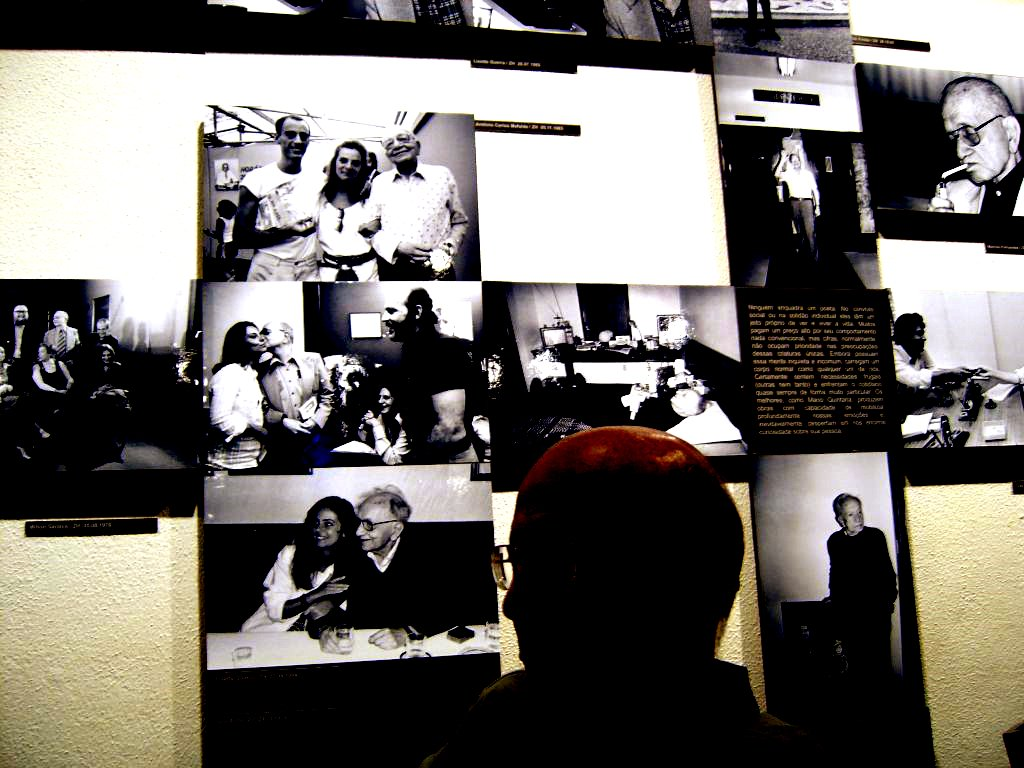
Esposizione "Mário Quintana Cem Anos",
Centro Culturale Santander, Porto Alegre,
in occasione del centenario della nascita, settembre 2006

Nel 1984 Mário Quintana scrisse delle note autobiografiche pubblicate sulla rivista Isto é. Questa la traduzione:

## La sua opera
Del libro Apontamentos de História Sobrenatural, dice: «È il mio primo libro le cui poesie escono, più o meno, in ordine cronologico. Prima erano riunite solo in un ordine logico: sonetti con i loro compagni lirici un po' Bohémiens. Canzoni con le loro sorelle di danza, quartetti che filosofano gli uni con gli altri davanti alla serietà che si presume esistere in un simposio, poemi in prosa che scrivono di questo o quello, poemi onirici con le loro magie pericolose di apprendisti e stregoni».
e bella solo della sua tristezza.
Non viene da te quella tristezza,
ma dai cambiamenti del Tempo,
che ora ci porta speranze
ora ci dà incertezza…»
(da Ho scritto una poesia triste)

### Scritti
Fra le sue ultime opere, ricordiamo:
- O Sapo Amarelo (La rana gialla, 1984, testo di Letteratura infantile)
- Da Preguiça como Método de Trabalho (Sulla pigrizia come metodo di lavoro, 1987)
- A Cor do Invisível (Il colore dell'invisibile, 1989)
- Velório sem defunt (Funerale senza defunto, 1990)
- A Rua dos Cataventos (La strada dei Cataventos, 1992)
- Sapato Furado (Scarpa bucata, 1994)

## Onorificenze
Nel 1981 ha ricevuto il Premio Jabuti come personalità Letteraria dell'anno.

## Libri di Mário Quintana in italiano
- Quintana, Mário, Il colore dell'invisibile, traduzione di Natale P. Fioretto, Graphe.it edizioni, Perugia 2008, pp. 142, ISBN 978-88-89840-31-3.
- Quintana, Mário, L'apprendista stregone, traduzione di Natale P. Fioretto, Graphe.it edizioni, Perugia 2012, pp. 96, ISBN 978-88-97010-16-6.
- Quintana, Mário, Per vivere con poesia, selezione e organizzazione di Márcio Vassallo, traduzione di Natale P. Fioretto, Graphe.it edizioni, Perugia 2010, pp. 160 ISBN 978-88-89840-54-2.
- Quintana, Mário, Poesie di Mario Quintana. Edição bilíngüe. Organização e tradução de Pierino Bonifazio, Zouk, Porto Alegre 2007, pp. 109, ISBN 978-8588840-71-3.
- Quintana, Mário, Quem ama inventa. Edizione bilingue italiano-portoghese. Selezione, organizzazione e traduzione di Pierino Bonifazio, Liberodiscrivere edizioni, Genova 2008, pp. 185, ISBN 978-88-7388-196-4.